# Eois discata
Eois discata är en fjärilsart som beskrevs av W. Warren 1898. Eois discata ingår i släktet Eois och familjen mätare. Inga underarter finns listade i Catalogue of Life.